# Liste der Monuments historiques in Hillion
Die Liste der Monuments historiques in Hillion führt die Monuments historiques in der französischen Gemeinde Hillion auf.

## Liste der Bauwerke

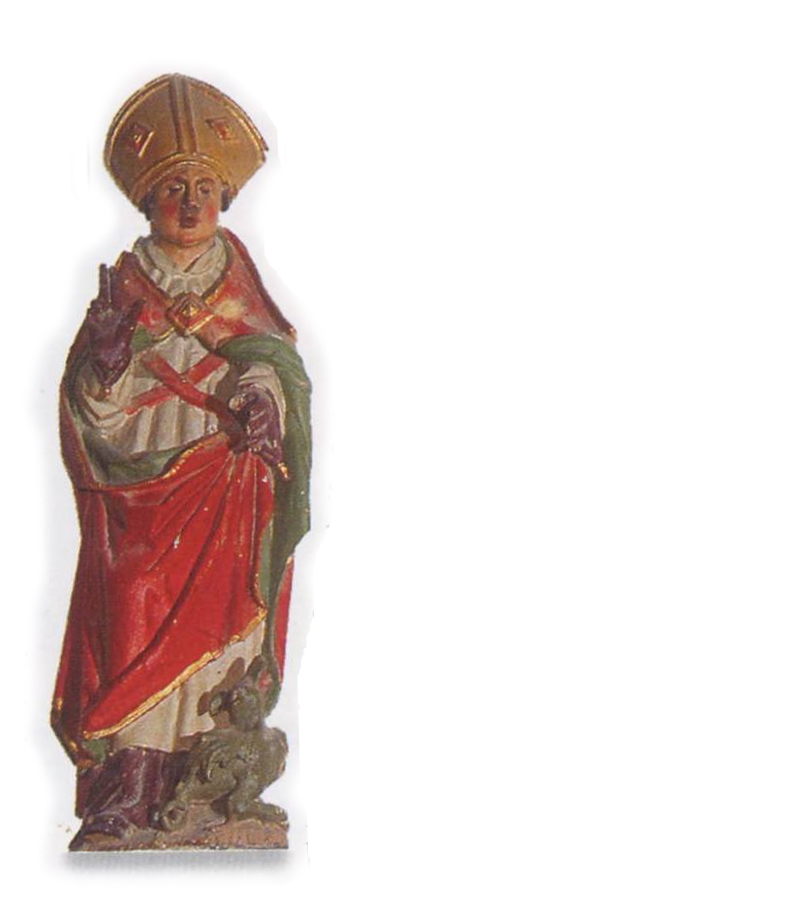
Skulptur des heiligen Brieuc (16. Jahrhundert) in der Kirche St-Jean-Baptiste

| Bezeichnung             | Beschreibung              | Standort                 | Kennzeichnung | Schutzstatus | Datum | Bild           |
| ----------------------- | ------------------------- | ------------------------ | ------------- | ------------ | ----- | -------------- |
| Kirche St-Jean-Baptiste | Erbaut im 14. Jahrhundert | Place de l’Eglise (Lage) | PA00089205    | Inscrit      | 1970  | weitere Bilder |
| Château des Aubiers     | Schloss, erbaut 1876      | (Lage)                   | PA22000026    | Inscrit      | 2007  | weitere Bilder |
| Calvaire                | 17. Jahrhundert           | (Lage)                   | PA00089204    | Classé       | 1951  | weitere Bilder |

## Liste der Objekte
- Monuments historiques (Objekte) in Hillion in der Base Palissy des französischen Kultusministeriums